# Lista siturilor Natura 2000 din Țările de Jos
Lista siturilor Natura 2000 din Țările de Jos conține toate ariile naturale din această țară incluse în rețeaua europeană Natura 2000.
Această listă este generată cu date din Wikidata și este actualizată periodic de un robot.
 Editările făcute în listă vor fi șterse la următoarea actualizare!
| Imagine | Cod Natura 2000     | Articol                                       |
| ------- | ------------------- | --------------------------------------------- |
|         | NL2000007           | Lepelaarplassen                               |
|         | NL2000002           | Bargerveen                                    |
|         | NL9910001           | Maasduinen                                    |
|         | NL0902041           | Zuidlaardermeergebied                         |
|         | NL2000001           | Q125881608                                    |
|         | NL2000006           | Duinen Goeree & Kwade Hoek                    |
|         | NL2000008           | Meinweg                                       |
|         | NL2003021           | Râul Hollands Diep                            |
|         | NL3009016           | Oosterschelde                                 |
|         | NL2003037           | Oude Maas                                     |
|         | NL2003036           | Oostelijke Vechtplassen                       |
|         | NL2000012           | Naardermeer                                   |
|         | NL2002017           | Voornes Duin                                  |
|         | NL2003002           | Abdij Lilbosch & Voormalig Klooster Mariahoop |
|         | NL2009162           | Q13427979                                     |
|         | NL9801076           | Bemelerberg & Schiepersberg                   |
|         | NL2003039 NL9802064 | Q13445392                                     |
|         | NL9801019           | Buurserzand & Haaksbergerveen                 |
|         | NL1000026           | Deurnsche Peel & Mariapeel                    |
|         | NL9801041           | Geuldal                                       |
|         | NL2003023           | Q13731828                                     |
|         | NL3000401           | Kampina & Oisterwijkse Vennen                 |
|         | NL2008002           | Klaverbank                                    |
|         | NL1000016           | Solleveld & Kapittelduinen                    |
|         | NL1000024 NL2013137 | Strabrechtse Heide & Beuven                   |
|         | NL2003054 NL9802058 | Q14520246                                     |
|         | NL2000013           | Weerribben                                    |
|         | NL2003003           | Q125882671                                    |
|         | NL2003016           | Geleenbeekdal                                 |
|         | NL2003017 NL9803029 | Markermeer & IJmeer                           |
|         | NL2003019           | Groote Gat                                    |
|         | NL2003020           | Groote Wielen                                 |
|         | NL2003021           | Hollands Diep                                 |
|         | NL2003026           | Langstraat                                    |
|         | NL2003029           | Lonnekermeer                                  |
|         | NL2003033           | Noorbeemden & Hoogbos                         |
|         | NL2003035           | Oeffeltermeent                                |
|         | NL2003038           | Q125884145                                    |
|         | NL2003040           | Q125884257                                    |
|         | NL2003042           | Roerdal                                       |
|         | NL2003043           | Sarsven en De Banen                           |
|         | NL2003044           | Stelkampsveld                                 |
|         | NL2003045           | Swalmdal                                      |
|         | NL2003049           | Vogelkreek                                    |
|         | NL2003051           | Willinks Weust                                |
|         | NL2003059           | Duinen Terschelling                           |
|         | NL2003060 NL3009008 | Duinen en Lage Land Texel                     |
|         | NL2003061           | Duinen Vlieland                               |
|         | NL2008001           | Doggersbank                                   |
|         | NL2008003           | Vlakte van de Raan                            |
|         | NL4000021           | Grevelingen                                   |
|         | NL1000015           | Haringvliet                                   |
|         | NL9801080           | Noordhollands Duinreservaat                   |
|         | NL9803015           | Sallandse Heuvelrug                           |
|         | NL9803030           | Loonse en Drunense Duinen & Leemkuilen        |
|         | NL2003006           | Binnenveld                                    |
|         | NL9802099           | Boezems Kinderdijk                            |
|         | NL2003064 NL3009004 | De Wieden                                     |
|         | NL2003034           | Norgerholt                                    |
|         | NL9801075           | Grensmaas                                     |
|         | NL9801016           | Borkeld                                       |
|         | NL3009003 NL9801055 | Brabantse Wal                                 |
|         | NL9802047           | Sneekermeergebied                             |
|         | NL9801004           | Bakkeveense Duinen                            |
|         | NL2003011           | De Bruuk                                      |
|         | NL9802041           | Leekstermeergebied                            |
|         | NL2003010           | Boschhuizerbergen                             |
|         | NL9802101           | De Wilck                                      |
|         | NL9801071           | Holtingerveld                                 |
|         | NL1000003           | Witterveld                                    |
|         | NL2003005           | Bekendelle                                    |
|         | NL9801072           | Korenburgerveen                               |
|         | NL9801018           | Wierdense Veld                                |
|         | NL2003050           | Wijnjeterper Schar                            |
|         | NL2003014           | Drouwenerzand                                 |
|         | NL2003031           | Mantingerbos                                  |
|         | NL9801040           | Savelsbos                                     |
|         | NL1000005 NL9902003 | Uiterwaarden Zwarte Water en Vecht            |
|         | NL2003013           | Canisvliet                                    |
|         | NL1000029           | Brunssummerheide                              |
|         | NL1000030           | Coepelduynen                                  |
|         | NL1000004 NL3009010 | Engbertsdijksvenen                            |
|         | NL9802066           | Donkse Laagten                                |
|         | NL1000010           | Schoorlse Duinen                              |
|         | NL2021168           | Bruine Bank                                   |
|         | NL2003055           | Zeldersche Driessen                           |
|         | NL9801009           | Drentsche Aa-gebied                           |
|         | NL2003015           | Elperstroomgebied                             |
|         | NL2003028           | Lieftinghsbroek                               |
|         | NL9802065 NL3004006 | Zouweboezem                                   |
|         | NL2014067 NL2014038 | Rijntakken                                    |
|         | NL9801001           | Waddenzee                                     |
|         | NL2011015 NL9802046 | Van Oordt's Mersken                           |
|         | NL9801023 NL3009017 | Veluwe                                        |
|         | NL9803006           | Rottige Meenthe & Brandemeer                  |
|         | NL2003027           | Lemselermaten                                 |
|         | NL2003030           | Uiterwaarden Lek                              |
|         | NL9801025           | Sint Pietersberg & Jekerdal                   |
|         | NL1000002           | IJsselmeer                                    |
|         | NL3009012           | Groote Peel                                   |
|         | NL3009013           | Ketelmeer & Vossemeer                         |
|         | NL1000021           | Q108052660                                    |
|         | NL3004001           | Q108052677                                    |
|         | NL3000036 NL9801063 | Nieuwkoopse Plassen & de Haeck                |
|         | NL9802001           | Noordzeekustzone                              |
|         | NL9803073           | Regte Heide & Riels Laag                      |
|         | NL9801064           | Springendal & Dal van de Mosbeek              |
|         | NL1000014           | Westduinpark & Wapendal                       |
|         | NL9803061 NL9802026 | Westerschelde & Saeftinghe                    |
|         | NL9802068           | Yersekse en Kapelse Moer                      |
|         | NL3009018           | Q108052726                                    |
|         | NL2018167           | Maas bij Eijsden                              |
|         | NL3009001           | Alde Feanen                                   |
|         | NL3000040           | Biesbosch                                     |
|         | NL3000070           | Dwingelderveld                                |
|         | NL9802012           | Lauwersmeer                                   |
|         | NL1000017           | Kop van Schouwen                              |
|         | NL1000009           | Duinen Den Helder - Callantsoog               |
|         | NL2003012           | Q2643534                                      |
|         | NL2003047           | Ulvenhoutse Bos                               |
|         | NL3004004           | Sint Jansberg                                 |
|         | NL3011002           | Polder Zeevang                                |
|         | NL9801007           | Fochteloërveen                                |
|         | NL2003063           | Olde Maten & Veerslootlanden                  |
|         | NL2003052           | Witte Veen                                    |
|         | NL2003009           | Boetelerveld                                  |
|         | NL9802062           | Arkemheen                                     |
|         | NL9801044           | Botshol                                       |
|         | NL3004002 NL4000056 | Eilandspolder                                 |
|         | NL9902010           | Zoommeer                                      |
|         | NL1000020           | Manteling van Walcheren                       |
|         | NL2003001           | Aamsveen                                      |
|         | NL9801049           | Q61715610                                     |
|         | NL4000017           | Voordelta                                     |
|         | NL9802025           | Veerse Meer                                   |
|         | NL1000013           | Meijendel & Berkheide                         |
|         | NL2003025           | Kunderberg                                    |
|         | NL1000022           | Q97009767                                     |
|         | NL1000012           | Q97009768                                     |
|         | NL2016166           | Friese Front                                  |
|         | NL9802054           | Oostvaardersplassen                           |
|         | NL2003007           | Bergvennen & Brecklenkampse Veld              |
|         | NL2003024           | Kolland & Overlangbroek                       |
|         | NL2003032           | Mantingerzand                                 |
|         | NL2003053           | Wooldse Veen                                  |
|         | NL3000016           | Zwanenwater & Pettemerduinen                  |
|         | NL3004003           | Landgoederen Oldenzaal                        |
|         | NL3004005           | Landgoederen Brummen                          |
|         | NL3004007           | Lingegebied & Diefdijk-Zuid                   |
|         | NL3009005           | Duinen Ameland                                |
|         | NL3009006           | Duinen Schiermonnikoog                        |
|         | NL3009014           | Leenderbos, Groote Heide & De Plateaux        |
|         | NL3009015           | Markiezaat                                    |
|         | NL9801017           | Vecht- en Beneden-Reggegebied                 |
|         | NL9801035 NL9802209 | Weerter- en Budelerbergen & Ringselven        |
|         | NL9802031           | Zwarte Meer                                   |
|         | NL9802033           | Veluwerandmeren                               |
|         | NL9802035           | Eemmeer & Gooimeer Zuidoever                  |
|         | NL9802048           | Witte en Zwarte Brekken                       |
|         | NL9802103           | Oudeland van Strijen                          |
|         | NL9802201           | Drents-Friese Wold & Leggelderveld            |